# 管象晉

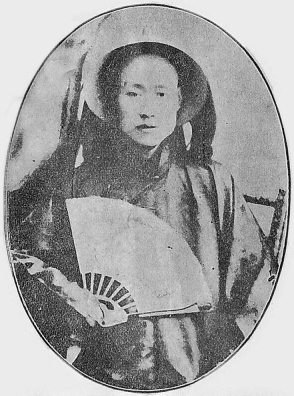

管象晉（1870年—1920年），字康錫，清朝翰林。山東莒州（今日照市莒县）人。

## 生平
管象晉六岁入塾，少年進學，有“神童”之譽。
光緒十九年（1893年）中癸巳科舉人，光緒二十四年（1898年）成戊戌科二甲進士，同年五月，改翰林院庶吉士。光緒二十九年四月，散館，授翰林院編修。後以知府分发安徽。因與同僚不合，辭官歸里。